# Merrillanthus
Merrillanthus là chi thực vật có hoa trong họ Apocynaceae.